# NRP Guadiana (1914)
NRP Guadiana – portugalski niszczyciel z początku XX wieku, jedna z czterech jednostek typu Guadiana. Okręt został zwodowany 21 września 1914 roku w stoczni Estaleiro Real de Lisboa w Lizbonie, a w skład Marinha Portuguesa wszedł w 1915 roku. Niszczyciel skreślono z listy floty w 1934 roku.

## Projekt i budowa
NRP „Guadiana” był jednym z czterech bliźniaczych niszczycieli, zbudowanych we współpracy z Brytyjczykami . Projekt okrętu powstał w brytyjskiej stoczni Yarrow Shipbuilders i był zbliżony do budowanych dla Royal Navy niszczycieli typu River .
„Guadiana” zbudowany został w stoczni Yarrow w Glasgow, a następnie przetransportowany w gotowych sekcjach i zmontowany w stoczni Estaleiro Real de Lisboa w Lizbonie . Wodowanie odbyło się 21 września 1914 roku, a do służby w Marinha Portuguesa niszczyciel przyjęto w 1915 roku .

## Dane taktyczno-techniczne
„Guadiana” był niewielkim niszczycielem o długości 73,2 metra, szerokości 7,2 metra i maksymalnym zanurzeniu 2,3 metra . Wyporność standardowa wynosiła 515 ton, a pełna 660 ton . Okręt napędzany był przez dwa zestawy turbin parowych systemu Parsonsa o łącznej mocy 11 000 KM, do których parę dostarczały trzy kotły Yarrow . Prędkość maksymalna napędzanego dwiema śrubami okrętu wynosiła 27 węzłów. Okręt mógł zabrać zapas węgla o masie 146 ton, co zapewniało maksymalny zasięg 1600 Mm przy prędkości 15 węzłów .
Na uzbrojenie artyleryjskie okrętu składały się: pojedyncze działo kalibru 100 mm A10 L/45 i dwa pojedyncze działa kal. 76 mm L/40 . Uzbrojenie uzupełniały dwa podwójne aparaty torpedowe kal. 450 mm (18 cali) . 
Załoga okrętu składała się z 80 oficerów, podoficerów i marynarzy .

## Służba
Po wejściu do służby w 1915 roku niszczyciel otrzymał oznaczenie burtowe „G” . Jednostka została skreślona z listy floty w 1934 roku, po 19 latach służby .